# MyKayla Skinner
MyKayla Skinner (Gilbert, Arizona, 9 de diciembre de 1996) es una gimnasta artística estadounidense, ganadora de la medalla de bronce en salto de potro en el Mundial de Nanning 2014, y de la de oro en el concurso por equipos en el mismo campeonato.

## Carrera deportiva
En 2014, participó en el Campeonato Panamericano de Gimnasia de 2014 que tuvo lugar en Mississauga, Canadá, del 20 de agosto al 1 de septiembre, consiguiendo cuatro medallas de oro: salto, suelo, concurso completo individual y concurso por equipos.
Poco después, en el Mundial de Nanning 2014 ganó el oro en el concurso por equipos, y el bronce en salto de potro, quedando solo tras la norcoreana Hong Un-jong y su compatriota Simone Biles.